# PETO
PETO – Die junge Alternative (En abrégé : PETO, lat.: je prie) est un parti de jeunes en Allemagne et est situé à Monheim am Rhein en Rhénanie-du-Nord-Westphalie.